# Georges Jean Marie Darrieus

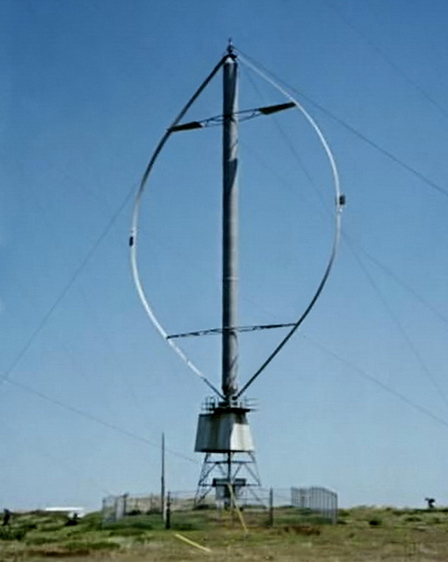
De Darrieus-windturbine

Georges Jean Marie Darrieus (Toulon, 24 september 1888 - 15 juli 1979) was een Franse luchtvaarttechnicus in de 20e eeuw. Hij werd bekend met zijn uitvinding de Darrieus-windturbine en de giromill, een verticale-aswindturbine.
De uitvinding is beschreven in het 1931 US patent 1,835,018.